# Vedea - Dunăre
Vedea - Dunăre este o arie protejată (arie de protecție specială avifaunistică — SPA) din România întinsă pe o suprafață de 22.404,2 ha, integral pe uscat.

## Localizare
Centrul sitului Vedea - Dunăre este situat la coordonatele 43°47′08″N 25°49′38″E / 43.785431°N 25.827114°E. Acesta se întinde pe teritoriile administrative ale județulor Giurgiu (Găujani, Giurgiu, Malu, Slobozia și Vedea) și Teleorman (Bragadiru, Bujoru, Cervenia, Conțești, Frumoasa, Năsturelu și  Pietroșani).

## Înființare
Situl Vedea - Dunăre a fost declarat arie de protecție specială avifaunistică (ROSPA0108) în octombrie 2007 pentru a proteja 89 de specii de animale. Acesta include rezervațiile naturale: Ostroavele Cama - Dinu - Păsărica și Ostrovul Gâsca.

## Biodiversitate
Situată în ecoregiunea continentală, aria protejată nu include niciun habitat protejat.
La baza desemnării sitului se află mai multe specii protejate de  păsări (89): uliu cu picioare scurte (Accipiter brevipes), uliu păsărar (Accipiter nisus), lăcar mare (Acrocephalus arundinaceus), lăcar de rogoz (Acrocephalus schoenobaenus), lăcar de lac (Acrocephalus scirpaceus), fluierar de munte (Actitis hypoleucos), ciocârlie de câmp (Alauda arvensis), pescăruș albastru (Alcedo atthis), rață sulițar (Anas acuta), rață lingurar (Anas clypeata), rață pitică (Anas crecca), rață mare (Anas platyrhynchos), gâscă cenușie (Anser anser), stârc cenușiu (Ardea cinerea), stârc roșu (Ardea purpurea), stârc galben (Ardeola ralloides), ciuf de pădure (Asio otus), rață cu cap castaniu (Aythya ferina), rață roșie (Aythya nyroca), șorecarul comun (Buteo buteo), prundaș nisipar (Calidris alba), fugaci de țărm (Calidris alpina), fugaci roșcat (Calidris ferruginea), fugaci mic (Calidris minuta), fugaci pitic (Calidris temminckii), cânepar (Carduelis cannabina), sticlete (Carduelis carduelis),  prundaș gulerat mic (Charadrius dubius), prundaș gulerat mare (Charadrius hiaticula), florinte (Chloris chloris), barză albă (Ciconia ciconia), barză neagră (Ciconia nigra), erete de stuf (Circus aeruginosus), erete vânăt (Circus cyaneus), dumbrăveancă (Coracias garrulus), cuc (Cuculus canorus), lebădă de vară (Cygnus olor), lăstun de casă (Delichon urbica), egretă albă (Egretta alba), egretă mică (Egretta garzetta), presură sură (Emberiza calandra), măcăleandru (Erithacus rubecula), vânturel roșu (Falco tinnunculus), vânturel de seară (Falco vespertinus), cinteză (Fringilla coelebs), lișiță (Fulica atra), becațină comună (Gallinago gallinago), codalb (Haliaeetus albicilla), piciorong (Himantopus himantopus), rândunică (Hirundo rustica), stârc pitic (Ixobrychus minutus), pescăruș argintiu (Larus cachinnans), pescăruș sur (Larus canus), sitar de mâl (Limosa limosa), grelușel de zăvoi (Locustella luscinioides), privighetoare (Luscinia megarhynchos), prigoare (Merops apiaster), codobatură albă (Motacilla alba), codobatură galbenă (Motacilla flava), muscar sur (Muscicapa striata), culic mare (Numenius arquata), stârc de noapte (Nycticorax nycticorax), pelican creț (Pelecanus crispus), pelican mare alb (Pelecanus onocrotalus), cormoran mare (Phalacrocorax carbo), cormoran mic (Phalacrocorax pygmeus), lopătar (Platalea leucorodia), țigănuș (Plegadis falcinellus), ploier argintiu (Pluvialis squatarola), corcodel mare (Podiceps cristatus), corcodel cu gât negru (Podiceps nigricollis), cristei de baltă (Rallus aquaticus), ciocîntors (Recurvirostra avosetta), pițigoi pungar (Remiz pendulinus), lăstun de mal (Riparia riparia), mărăcinar negru (Saxicola torquatus), chiră mică (Sterna albifrons), chiră de baltă (Sterna hirundo), graur (Sturnus vulgaris), corcodel mic (Tachybaptus ruficollis), fluierar negru (Tringa erythropus), fluierar cu picioare verzi (Tringa nebularia), fluierarul de zăvoi (Tringa ochropus), fluierar de lac (Tringa stagnatilis), fluierarul cu picioare roșii (Tringa totanus), mierlă (Turdus merula), sturz cântător (Turdus philomelos), pupăză (Upupa epops), nagâț (Vanellus vanellus).